# Стад де ла Мено
Стад де ла Мено (фр. Stade de la Meinau), обычно называемый просто Ла Мено — футбольный стадион клуба «Страсбур», расположенный в Страсбурге, Франция.
На стадионе проводились различные международные футбольные матчи, включая одну игру чемпионата мира 1938 года, две встречи Евро-1984 и финал Кубка обладателей кубков 1988 года. Также на Ла Мено состоялся ряд крупных концертов, а в 1988 году папа Иоанн Павел II совершил здесь мессу.
Стадион находится во владении муниципалитет Страсбурга и арендуется футбольный клубом «Страсбур». При этом клуб к 2013 году планирует переехать на новую арену, известную под рабочим названием EuroStadium, что делает будущее Ла Мено неизвестным.

## История
1 апреля 1914 года, когда Страсбург был ещё частью Германии после Франко-прусская войны, футбольный клуб «Страсбур», носивший тогда название «Нойдорф», подписал договор аренды на 300 марок в год об использовании поля в саду Хаммерле, представлявшем по сути поле окружённого лесом в сельской местности Мено. До этого между 1906 и 1914 годом поле использовалось клубом «Франкония», и потребовалось подать не один судебный иск, чтобы вытеснить команду с данной площадки и подтвердить права арендатора. Первые деревянные трибуны, рассчитанные на 30 000 зрителей, были построены только в 1921 году, тогда же стадион получил своё нынешнее название — Стад де ла Мено.
В рамках чемпионата мира 1938 года Ла Мено принимал одну игру 1/8 финала между сборными Бразилии и Польши. Матч получился очень зрелищным, напряжённым и результативным и в итоге завершился победой южноамериканцев со счётом 6:5 в дополнительное время.
В 1951 году стадион был серьёзно реконструирован, а перед чемпионатом Европы 1984 года полностью перестроен, приобретя свой современный вид — компактный прямоугольный стадион со скошенными углами. На этом чемпионате Европы на Ла Мено проводилось две встречи группового этапа — сборная ФРГ сыграла в нулевую ничью с Португалией, а Дания одержала волевую победу над командой Бельгии со счётом 3:2.
В 1988 году Ла Мено получил право провести финал Кубка обладателей кубков 1987/1988, в котором дебютант Еврокубков бельгйский «Мехелен» сумел победить действующего обладателя трофея амстердамский «Аякс» в упорной борьбе с минимальным преимуществом 1:0.
После трагических событий на Эйзеле и Хиллсборо правила безопасности на стадионах были ужесточены, что требовало постепенное сокращение стоячих мест. Эти изменения правил серьёзно ограничили вместимость Ла Мено, так как стадион имел большие террасы со стоячими местами вокруг поля. Таким образом «Страсбур» был вынужден ограничить количество мест до 26 000 (причём только сидячих) во время матча Кубка УЕФА 1995/1996 против «Милана» 17 октября 1995 года, когда как изначально стадион мог принять около 45 000 зрителей.
В 1993 году Ла Мено назывался организатором турнира Мишелем Платини одним из основных кандидатов на право проведения матчей чемпионата мира 1998 года из-за близости к Германии и Центральной Европе в целом. Однако муниципалитет не пожелал взять на себя расходы по подготовке стадиона к соревнованию, оцененные в 200 миллионов франков, ссылаясь на реализацию других дорогостоящих проектов, особенно по развитию трамвайных систем.
В 2001 году была проведена последняя реконструкция стадиона, по результатам которой текущая вместимость Ла Мено на матчи Лиги 1 составляет 27 500 зрителей. При этом Ла Мено входил в список стадионов, на которых планировалось проведение матчей Евро-2016. Поэтому к 2014 году необходимо было провести работы по модернизации стадиона, оцениваемые в 160 миллионов евро, включавшие в том числе и расширение до 36 150 мест. Но из-за слишком больших расходов власти Страсбурга решили отозвать эту заявку после того, как не последовало ответа от президента Николя Саркози, правительства Франции и Федерации футбола на запрос о помощи в финансировании проекта.

## Основные спортивные соревнования

### Чемпионат мира 1938
За время проведения чемпионат мира 1938 года на Ла Мено была сыграна только одна игра — знаменитый матч 1/8 финала между сборными Бразилии и Польши. В итоге покера Эрнеста Вилимовского и гола Фридриха Шерфке Польше не хватило для победы над бразильцами, которые благодаря хет-трику Леонидаса, дублю Перасио и голу Ромеу одержали верх в дополнительное время.
| 5 июня 1938 17:30 (UTC+2)                              | \| Бразилия \| 6:5 д.в. (3:1, 4:4) отчёт \| Польша \| \| Леонидас 18′, 93′, 104′ · Ромеу 25′ · Перасио 44′, 71′ \| Голы \| Шерфке 23′ (пен.) · Вилимовский 53′, 59′, 89′, 118′ \| | Ла Мено, Страсбург Зрителей: 13 452 Судья: Иван Эклинд |
| Бразилия                                               | 6:5 д.в. (3:1, 4:4) отчёт | Польша                                                 |
| Леонидас 18′, 93′, 104′ · Ромеу 25′ · Перасио 44′, 71′ | Голы | Шерфке 23′ (пен.) · Вилимовский 53′, 59′, 89′, 118′    |

### Чемпионат Европы 1984
В рамках Чемпионата Еввропы 1984 года на стадионе состоялись две игры группового этапа. И если матч группы B между командами ФРГ и Португалии завершился нулевой ничьей, то во встрече группы A сборных Дании и Бельгии было забито аж 5 голов, где мяч Элькьера принёс датчанам победу со счётом 3:2.
| 14 июня 1984 17:15 (UTC+2) | \| ФРГ \| 0:0 (0:0) отчёт \| Португалия \| | Ла Мено, Страсбург Зрителей: 44 566 Судья: Ромуальдас Юшка |
| ФРГ                        | 0:0 (0:0) отчёт                            | Португалия                                                 |

| 19 июня 1984 20:30 (UTC+2)                    | \| Дания \| 3:2 (1:2) отчёт \| Бельгия \| \| Арнесен 41′ (пен.) · Брилль 60′ · Элькьер 84′ \| Голы \| Кулеманс 26′ · Веркотерен 39′ \| | Ла Мено, Страсбург Зрителей: 36 911 Судья: Адольф Прокоп |
| Дания                                         | 3:2 (1:2) отчёт | Бельгия                                                  |
| Арнесен 41′ (пен.) · Брилль 60′ · Элькьер 84′ | Голы | Кулеманс 26′ · Веркотерен 39′                            |

### Финал Кубка обладателей кубков 1987/1988
11 мая 1988 года Ла Мено принимал финал Кубка обладателей кубков. В нём встречались победитель прошлого розыгрыша амстердамский «Аякс» и впервые участвовавший в розыгрышах Еврокубков «Мехелен» из Бельгии. Многие считали нидерландский клуб безусловным фаворитом, но те уже к 16-й минуте остались вдесятером после того, как красную карточку получил защитник Данни Блинд.
Во втором тайме нападающий бельгийцев Пит ден Бур замкнул головой передачу своего партнёра Эли Оханы. В итоге этот гол и принёс футболистам из Мехелена престижный европейский трофей.
| 11 мая 1988 20:15 (UTC+2) | \| Мехелен \| 1:0 (0:0) отчёт \| Аякс \| \| ден Бур 53′ \| Голы \| \| | Ла Мено, Страсбург Зрителей: 39 9446 Судья: Дитер Паули |
| Мехелен                   | 1:0 (0:0) отчёт                                                       | Аякс                                                    |
| ден Бур 53′               | Голы                                                                  |                                                         |

### Игры сборных Франции
Всего на Ла Мено сборная Франции провела три матча. Первый из них состоялся в 1968 году, когда из-за реконструкции стадиона Парк де Пренс Футбольная федерация Франции решила провести первый матч отборочного турнира к чемпионату мира 1970 года против Норвегии в Страсбурге. Благодаря голу Одда Айверсена, норвежцы увезли из Франции три очка.
Следующей игрой была товарищеская встреча против ФРГ, состоявшаяся в 1984 году. Это был первый матч на обновлённом стадионе после завершения строительных работ к Чемпионату Европы 1984 году, длившихся пять лет. В нём Франция праздновала победу со счётом 1:0.
Последней на данный момент игрой сборной Франции на Ла Мено была товарищеская игра против Финляндии в рамках подготовки к Евро-96. Дальние выстрелы Патриса Локо и Рейнальда Педроса обеспечили победу Франции 2:0.
| 19 ноября 1968 20:45 (UTC+1) | \| Франция \| 0:1 (0:0) отчёт \| Норвегия \| \| \| Голы \| Айверсен 67′ \| | Ла Мено, Страсбург Зрителей: 18 319 Судья: Франческо Франческон |
| Франция                      | 0:1 (0:0) отчёт                                                            | Норвегия                                                        |
|                              | Голы                                                                       | Айверсен 67′                                                    |

| 18 апреля 1984 20:45 (UTC+2) | \| Франция \| 1:0 (0:0) отчёт \| ФРГ \| \| Женжени 79′ \| Голы \| \| | Ла Мено, Страсбург Зрителей: 39 978 Судья: Виченцо Барбареско |
| Франция                      | 1:0 (0:0) отчёт                                                      | ФРГ                                                           |
| Женжени 79′                  | Голы                                                                 |                                                               |

| 29 мая 1996 20:45 (UTC+2) | \| Франция \| 2:0 (0:0) отчёт \| Финляндия \| \| Локо 15′ · Педрос 18′ \| Голы \| \| | Ла Мено, Страсбург Зрителей: 27 156 Судья: Эдгар Стейнборн |
| Франция                   | 2:0 (0:0) отчёт                                                                      | Финляндия                                                  |
| Локо 15′ · Педрос 18′     | Голы                                                                                 |                                                            |

Помимо мужской футбольной сборной на поле Ла Мено провела две свои игры и женская сборная Франции. И если в 1995 году французские футболистки уступили 0:3 сборной США в рамках товарищеского турнира, посвящённого 25-летию женского футбола, то в 2002 году в матче отборочного турнира к чемпионату мира 2003 года уверенно переиграли команду Чехии со счётом 4:1.
| 15 апреля 1995 18:00 (UTC+2) | \| Франция \| 0:3 (0:1) отчёт \| США \| \| \| Голы \| Дженнингс-Габарра 3′ · Лилли 55′ · Хэмм 65′ \| | Ла Мено, Страсбург Зрителей: 19 534 Судья: неизвестно |
| Франция                      | 0:3 (0:1) отчёт                                                                                      | США                                                   |
|                              | Голы                                                                                                 | Дженнингс-Габарра 3′ · Лилли 55′ · Хэмм 65′           |

| 20 апреля 2002 15:00 (UTC+2)                             | \| Франция \| 4:1 (3:0) отчёт \| Чехия \| \| Соубейранд 5′ · Пишон 31′ · Муньере-Беже 39′ · Блуэн 49′ \| Голы \| Щасна 90′ \| | Ла Мено, Страсбург Зрителей: 8 500 Судья: Йонссон |
| Франция                                                  | 4:1 (3:0) отчёт | Чехия                                             |
| Соубейранд 5′ · Пишон 31′ · Муньере-Беже 39′ · Блуэн 49′ | Голы | Щасна 90′                                         |

Также регбийная сборная Франции провела на Стад де ла Мено тест-матч со сборной Австралии в 1989 году. Встреча завершилась победой австралийцев со счётом 32:15, несмотря на то, что Франция вела к перерыву 12:10. При этом французским регбистам так и не удалось сделать ни одной попытки, а все очки набрал Дидье Камбераберо.
| 4 ноября 1989 20:00 (UTC+1)                                             | \| Франция \| 15:32 (12:10) отчёт \| Австралия \| \| Пенальти: Камбераберо (4/4) 4', 18', 21', 41' Дроп-гол: Камбераберо 10' \| Голы \| Попытки: Хоран 36', 79' Уильямс 46' Кампесе 64' Реализации: Линаж (2/4) 46', 64' Пенальти: Линаж (4/4) 8', 13', 53', 56' \| | Ла Мено, Страсбург Зрителей: 29 568 Судья: М. Бургер                                                                     |
| Франция                                                                 | 15:32 (12:10) отчёт | Австралия |
| Пенальти: Камбераберо (4/4) 4', 18', 21', 41' Дроп-гол: Камбераберо 10' | Голы | Попытки: Хоран 36', 79' Уильямс 46' Кампесе 64' Реализации: Линаж (2/4) 46', 64' Пенальти: Линаж (4/4) 8', 13', 53', 56' |

## Крупные неспортивные мероприятия
По случаю празднования 2 000-летнего юбилея города папа Иоанн Павел II посетил Страсбург в ходе своего визита во Францию с 8 по 11 октября 1988 года. В первый день своего пребывания, 8 октября, он организовал встречу с молодыми европейскими католиками на Ла Мено. А 9 октября на стадионе состоялась праздничная месса, на которой побывало около 40 000 верующих.
Также на Стад де ла Мено организовывались различные крупные концерты. Так 23 июня 1993 года ирландская рок-группа «U2» дала здесь концерт в рамках европейской части, названной как «Zooropa», их мирового турне «Zoo TV Tour». В первой половине шоу выступали также «Stereo MC's» и «The Velvet Underground», при этом последние воссоединились специально по этому поводу. Британский коллектив «Pink Floyd» выступил на Ла Мено 9 сентября 1994 года во время последнего тура «The Division Bell» в поддержку своего одноимённого альбома. В честь своего 60-летнего юбилея Джонни Холлидей дал концерт на Ла Мено 22 июня 2003 года. Выступление, в котором также принимал участие Янник Ноа, собрало 33 000 зрителей.